# Athanasius Schneider

Wapen

Athanasius Schneider (Tokmok, 7 april 1961) is een bisschop van de Katholieke Kerk. Hij geldt als een van de felste critici van paus Franciscus.
Mgr. Schneider stamt uit een familie Wolga-Duitsers die naar Kazachstan werden gedeporteerd.  In 2006 werd hij hulpbisschop van Karaganda in Kazachstan.
In 2008 schreef hij het boekje Dominus Est, een pleidooi voor de herwaardering van de tongcommunie.  In 2011 werd hij benoemd tot wijbisschop in het aartsbisdom in Astana.
Hij is een voorstander van de traditionele vorm van de Romeinse ritus, de Tridentijnse mis.
In 2018 legde kardinaal Pietro Parolin Schneider, die veelvuldig de wereld rondreisde om het protest tegen Franciscus aan te sporen, een reisverbod op.